# Nicolas Born
Nicolas Born (eg. Klaus Jürgen Born), född 31 december 1937 i Duisburg, död 7 december 1979 i Breese i Landkreis Lüchow-Dannenberg, var en västtysk författare.
| ”                                | Jag medger att jag vill skriva vackra dikter och några har till min stora förvåning blivit vackra. | „ |
| – Das Auge des Entdeckers (1972) | |   |

## Verksamhet
Nicolas Born växte upp i Ruhrområdet, närmare bestämt i Niederrhein nära Emmerich och i Essen. Efter sina första publiceringar i tidningar och tidskrifter blev han 1964-65 inbjuden till ett ganska nybildat litterärt sällskap i Västberlin, vilket gick under namnet  Literarisches Colloquium Berlin. Här deltog han bland annat i skrivandet av en kollektivroman och recenserade litteratur för tidningar. I en kurs som hette Prosaschreiben (prosaskrivning) hållen framför allt av Walter Höllerer, som grundat sällskapet 1963, ville unga, ännu okända författare som Peter Bichsel och andra vända sig bort från 1950-talets chiffrerade, metaforrika språk.
Born debuterade 1965 med romanen Der Zweite Tag ["Dagen efter"], utgiven på kölnerförlaget Kiepenheuer & Witsch. 1967 utkom hans första diktsamling, Marktlage ["Marknadsläge"]. Därefter deltog han i något som kallades International Writing Program vid University of Iowa och förde 1970 med sig nya influenser från  USA:s pop- och beatlyrik, då hans andra diktbok, Wo mir der Kopf steht ["Där huvudet står för mig"], utgavs. Borns mest kända diktsamling gavs 1972 ut på Rowohlt, Das Auge des Entdeckers ["Upptäckarens öga"], i vilken han konfronterade eller jämförde "vanföreställningssystemet Realitet" med utopiska lyckostunder.
Efter att ha dragit sig tillbaka till Wendland i Niedersachsen, där han engagerade sig i kampen mot en planerad anläggning för upparbetning och slutförvaring av radioaktivt avfall, skrev Born romanen Die erdabgewandte Seite der Geschichte ["Den jordfrånvända sidan av historien"], vilken mottogs som en "händelse" av en stor del av kritikerkåren. Borns mest kända roman Förfalskningen, som kom strax före hans bortgång 1979, filmatiserades 1981 av Volker Schlöndorff.
Vid sidan av sin författargärning var Nicolas Born medlem av juryn för det europeiska litteraturpriset Petrarca-Preis från det priset instiftades 1975 och fram till sin död.

## Verk

### Tyska

#### Romaner
- Der zweite Tag (Kiepenheuer & Witsch, 1965)
- Die erdabgewandte Seite der Geschichte (Rowohlt, 1976) ISBN 3-499-14370-4
- Die Fälschung (Rowohlt, 1979) ISBN 3-499-15291-6
  - Förfalskningen (Norstedts, 1981), roman. ISBN 91-1-811531-4

#### Diktsamlingar
- Marktlage (Kiepenheuer & Witsch, 1967)
- Wo mir der Kopf steht (Kiepenheuer & Witsch, 1970)
- Das Auge des Entdeckers (Med teckningar av Dieter Masuhr. Rowohlt, 1972)
- Rezepte für Friedenszeiten  Tillsammans med Friedrich Christian Delius och Volker von Törne. (Weimar: Aufbau, Östberlin, 1973)
- Gedichte 1967–1978 (Rowohlt, 1978)
- Gedichte. Samlingsutgåva, red. av Katharina Born. (Wallstein, 2004) ISBN 3-89244-824-8

#### Essäer och brev
- Die Welt der Maschine Uppsatser och tal, red. Rolf Haufs. (Rowohlt, 1980) ISBN 3-498-00462-X
- Briefe 1959–1979. Red. av Katharina Born. (Wallstein, 2007) ISBN 978-3-8353-0106-1

#### Noveller och en barnbok
- Oton und Iton. Abenteuer in der vierten Dimension Barnbok, med teckningar av Dieter Masuhr. (Rowohlt, 1973)
- Täterskizzen. Noveller. (Rowohlt, 1982) ISBN 3-498-00481-6

## Filmatisering
- Die Fälschung (1981) efter Borns roman med samma namn, i regi av Volker Schlöndorff.

## Utmärkelser
- 1965: Förderpreis des Landes Nordrhein-Westfalen für junge Künstler
- 1972-73: Villa Massimo

### Fotnoter
1. ↑  Bibliothèque nationale de France, BnF Catalogue général : öppen dataplattform, id-nummer i Frankrikes nationalbiblioteks katalog: 11893002z, läst: 10 oktober 2015.[källa från Wikidata]